# Ánima rayada

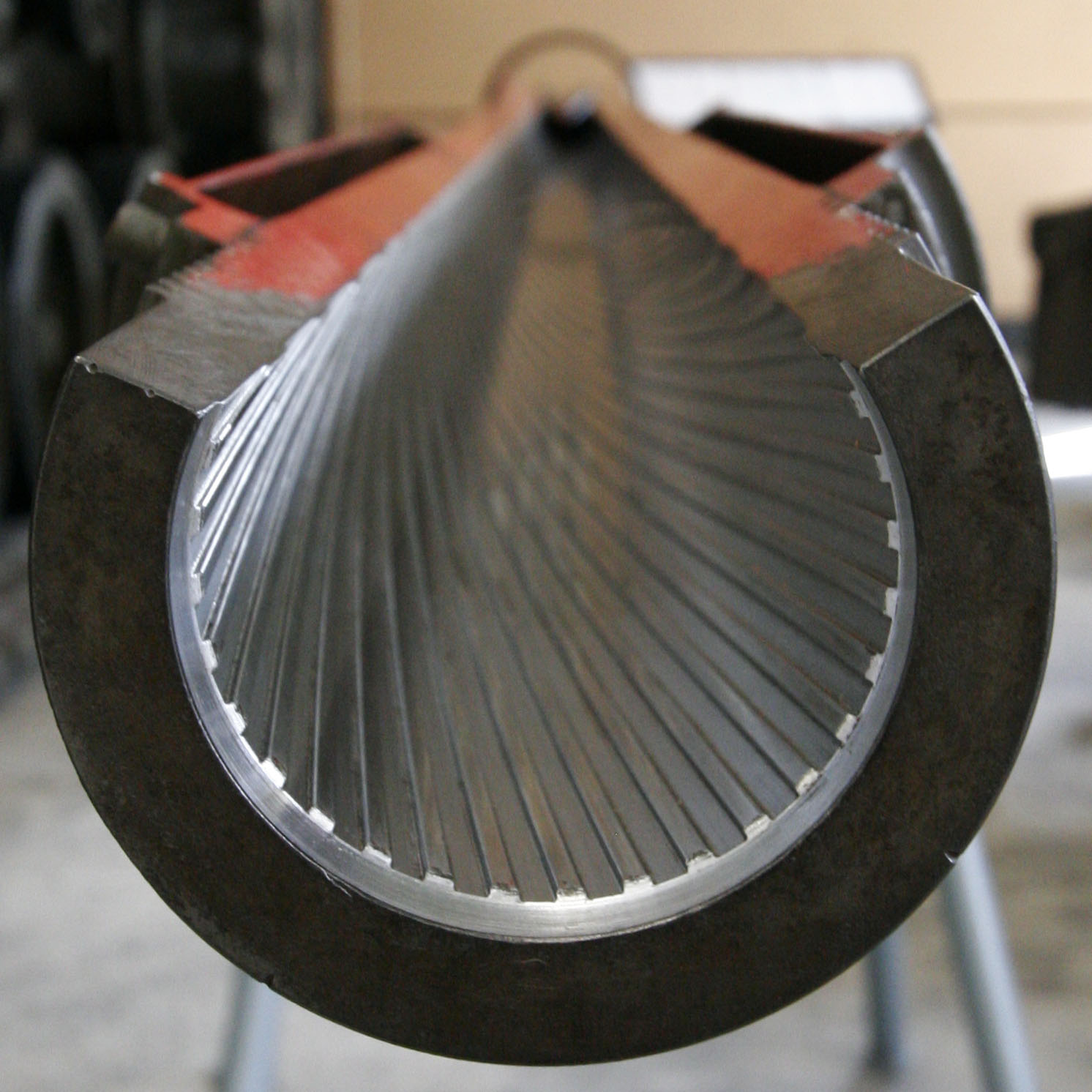
Rayado del ánima de un cañón de tanque de 105 mm seccionado.

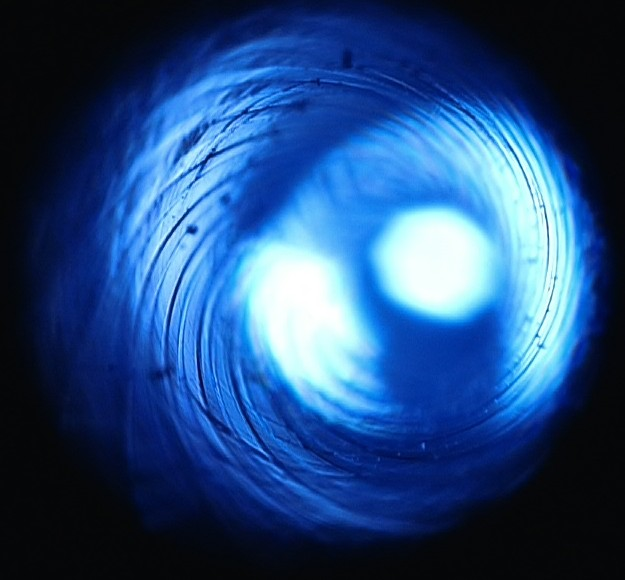
Rayado a base de microsurcos del ánima de un fusil Remington calibre 8,89 mm (.35).

El ánima rayada o ánima estriada de un arma se obtiene al grabar estrías o surcos helicoidales en el interior del cañón de un arma de fuego, lo que al disparar imparte un movimiento de rotación al proyectil a lo largo de su eje longitudinal.
Esto sirve para estabilizar giroscópicamente dicho proyectil, mejorando su estabilidad aerodinámica y por tanto su precisión.
El rayado del ánima se describe a menudo como una "proporción o tasa de torsión"; es decir, la distancia que ha de viajar el proyectil sobre las estrías para completar una rotación completa (p.ej. "1:254" significa "una vuelta cada 254 mm"). Así, una menor distancia implica un giro más rápido; en definitiva, para una velocidad de salida determinada del proyectil, una rotación más rápida del mismo.
La combinación de longitud, peso y forma del proyectil determina la proporción de torsión que se necesita para estabilizarlo -cañones diseñados para proyectiles cortos y de gran diámetro, como bolas de plomo, requieren muy poca tasa de torsión, como por ejemplo una vuelta cada 122 cm (1:1220). Cañones diseñados para balas u obuses largos, de poco diámetro, requieren tasas de torsión mucho mayores; p.ej., la munición de baja resistencia de 5,2 g y 5,56 mm usa tasas de torsión de 1:200, una vuelta cada 20 cm.
En ocasiones, el cañón puede tener tasas de torsión gradualmente mayores hacia la boca, lo que se conoce como "torsión progresiva", o "ganancia de torsión". Una tasa de torsión decreciente desde la culata a la boca no es práctica, puesto que no consigue estabilizar el proyectil en el viaje a través del cañón. Proyectiles excepcionalmente largos, como dardos o flechettes requerirían tasas de torsión demasiado altas como para resultar prácticas. Tales proyectiles deben estar diseñados para ser inherentemente estables, y generalmente se disparan con un cañón de ánima lisa.

## Historia
Los mosquetes eran de ánima lisa, armas de gran calibre que disparaban munición esférica a velocidades relativamente bajas. Debido a los altos costes de fabricación, a la dificultad de precisión en el acabado, y a la necesidad de cargar rápidamente el arma por la boca, la bala del mosquete no ajustaba mucho en el cañón, dejaba cierta holgura. Por tanto, al disparar el proyectil rebotaba por el interior y llevaba una dirección muy impredecible al dejar la boca del arma.
Según algunas fuentes, el ánima rayada se inventó a finales del siglo XV en Augsburgo (en español, tradicionalmente Augusta), en la actual Alemania. En 1520, August Kotter, un armero de Núremberg, mejoró la técnica. No obstante, el verdadero rayado del ánima, con un parecido más claro al actual, data de mediados del siglo XVI y no se generalizó hasta el siglo XIX.
Aunque el hecho de que el giro del proyectil ayudaba a estabilizar su vuelo se conocía desde tiempos del arco y las flechas, no fue fácil adaptar el concepto a las primeras armas de fuego; la pólvora negra dejaba mucho hollín en los cañones, y las estrías acumulaban aún más suciedad, haciendo el diseño poco práctico hasta que mejoró el explosivo.

### Avances recientes

#### Rayado poligonal

Rayado convencional de ocho surcos a la izquierda y rayado octogonal a la derecha.

La mayoría de armas modernas tienen surcos de bordes afilados. Más recientemente, el rayado poligonal, uno de los primeros tipos de rayado de cañones, ha empezado a resurgir, y se ha puesto de moda, especialmente en el diseño de pistolas. Los cañones de ánima poligonal tienden a tener una vida útil mayor, al reducir el desgaste que producen los bordes afilados de los surcos del ánima rayada convencional moderna. Los partidarios de este diseño aducen mayores velocidades y mayor precisión.

#### Concepto de "rango extendido, ánima llena"
Es una técnica desarrollada por Gerald Bull (1928-1990), un ingeniero canadiense especializado en artillería. Consiste, en cierta forma, en invertir el concepto tradicional de ánima rayada. Pensada para tanques y artillería pesada, la técnica consiste en añadir al proyectil unas pequeñas aletas que se deslicen por los surcos del ánima, como si fueran rieles, en vez de embutir un obús liso ligeramente sobredimensionado en el cañón rayado. Los cañones (modelo GC-45) así construidos consiguieron un notable incremento en alcance y velocidad de salida.

#### Ganancia de torsión, o tasa progresiva de torsión

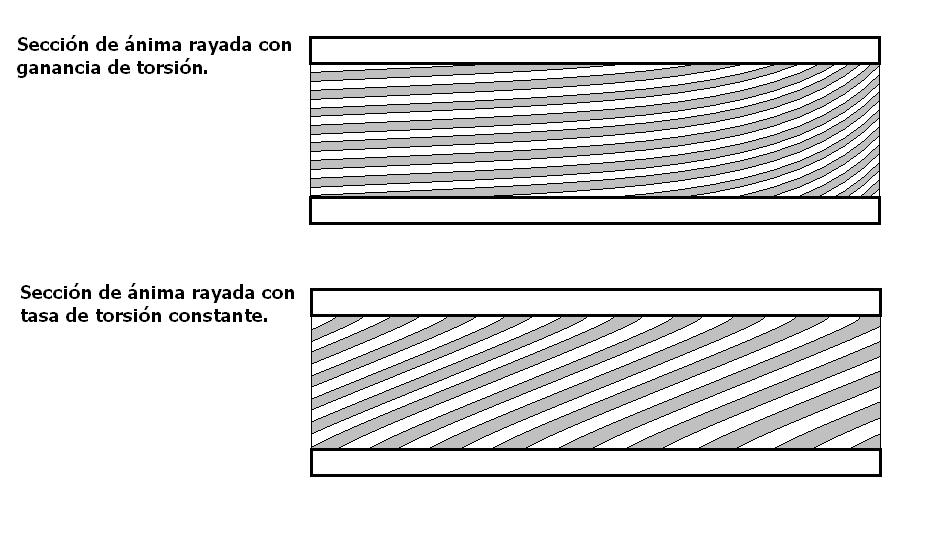
Secciones comparadas de un ánima rayada con ganancia de torsión y sin ella.

Consiste en dar una menor tasa de torsión a los surcos al comienzo del cañón, en la recámara, e ir incrementándola a medida que se acercan a la boca del cañón. El objetivo está en hacer que el momento angular aplicado al proyectil crezca progresivamente, a medida que los gases de la explosión lo van empujando a lo largo del cañón. Se trata de que vaya ganando inercia de giro con más suavidad; cuanto más rápido esté girando ya, más se puede acelerar su giro sin demasiado rozamiento. La ventaja derivada es una menor erosión del rayado del ánima, al distribuir las fuerzas ejercidas por los surcos sobre el proyectil a lo largo de una mayor distancia.